# Provincia di José Miguel de Velasco
La provincia di José Miguel de Velasco è una delle 15 province del dipartimento di Santa Cruz nella Bolivia orientale. Il capoluogo è la città di San Ignacio de Velasco.
Al censimento del 2001 possedeva una popolazione di 56.702 abitanti .

## Geografia antropica

### Suddivisioni amministrative
La provincia è suddivisa in 3 comuni:
- San Ignacio de Velasco
- San Miguel de Velasco
- San Rafael